# Campsicnemus ui
Campsicnemus ui är en tvåvingeart som beskrevs av Neal L. Evenhuis 2007. Campsicnemus ui ingår i släktet Campsicnemus och familjen styltflugor. Inga underarter finns listade i Catalogue of Life.